# Mau ladrão

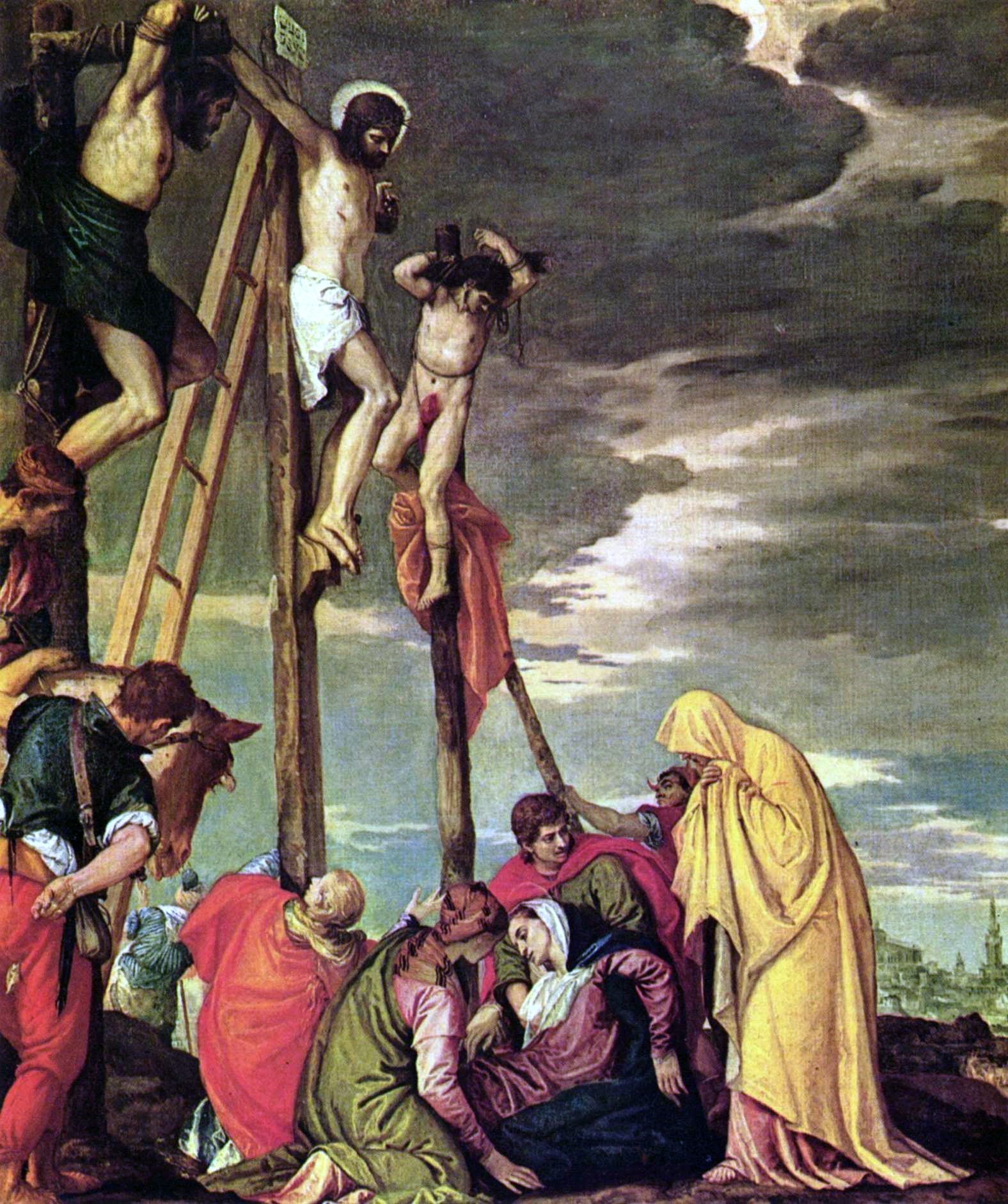
"Jesus entre os ladrões", de Veronese (1580-8), atualmente no Louvre. O mau ladrão tradicionalmente é o que está à esquerda de Jesus (à direita do observador), neste caso quase nu e sendo atiçado pelos soldados. O bom ladrão é o outro, mais vestido e com semblante mais tranquilo.

Mau ladrão ou ladrão impenitente foi um dos dois ladrões que foram crucificados ao lado de Jesus. Segundo os Evangelhos, ele teria desafiado Jesus a salvar a si mesmo enquanto que o bom ladrão pediu perdão pelos seus pecados. Na literatura apócrifa, recebeu o nome de Gestas, a primeira vez no Evangelho de Nicodemos. Seu companheiro é chamado de Dimas.
A fé popular posteriormente embelezou a história de Gestas, detalhando que este estaria à esquerda de Jesus e Dimas, à direita. Na Lenda Dourada de Jacopo de Varazze, seu nome aparece como Gesmas. 
O apócrifo Evangelho Árabe da Infância faz referência aos dois como Dumachus (Gestas) e Tito (Dimas). Segundo uma tradição, vista, por exemplo na "Lenda Dourada" de Henry Wadsworth Longfellow, Dumachus seria um dos ladrões do bando que atacou São José e a Sagrada Família durante a Fuga para o Egito.